# Aero-Trasporti-Italiani-Flug 12
Der Aero-Trasporti-Italiani-Flug 012 (Flugnummer IATA: BM012, ICAO: ATI012 Funkrufzeichen: ATI 012) war ein Inlandslinienflug der Aero Trasporti Italiani  von Alghero nach Rom mit einem planmäßigen Zwischenstopp in Cagliari. Auf diesem Flug wurde am 14. September 1979 eine Douglas DC-9-32 kurz vor der Landung gegen einen Hügel geflogen, nachdem der Kapitän die Position der Maschine falsch eingeschätzt hatte. Bei dem Unfall starben alle 31 Insassen.

## Flugzeug

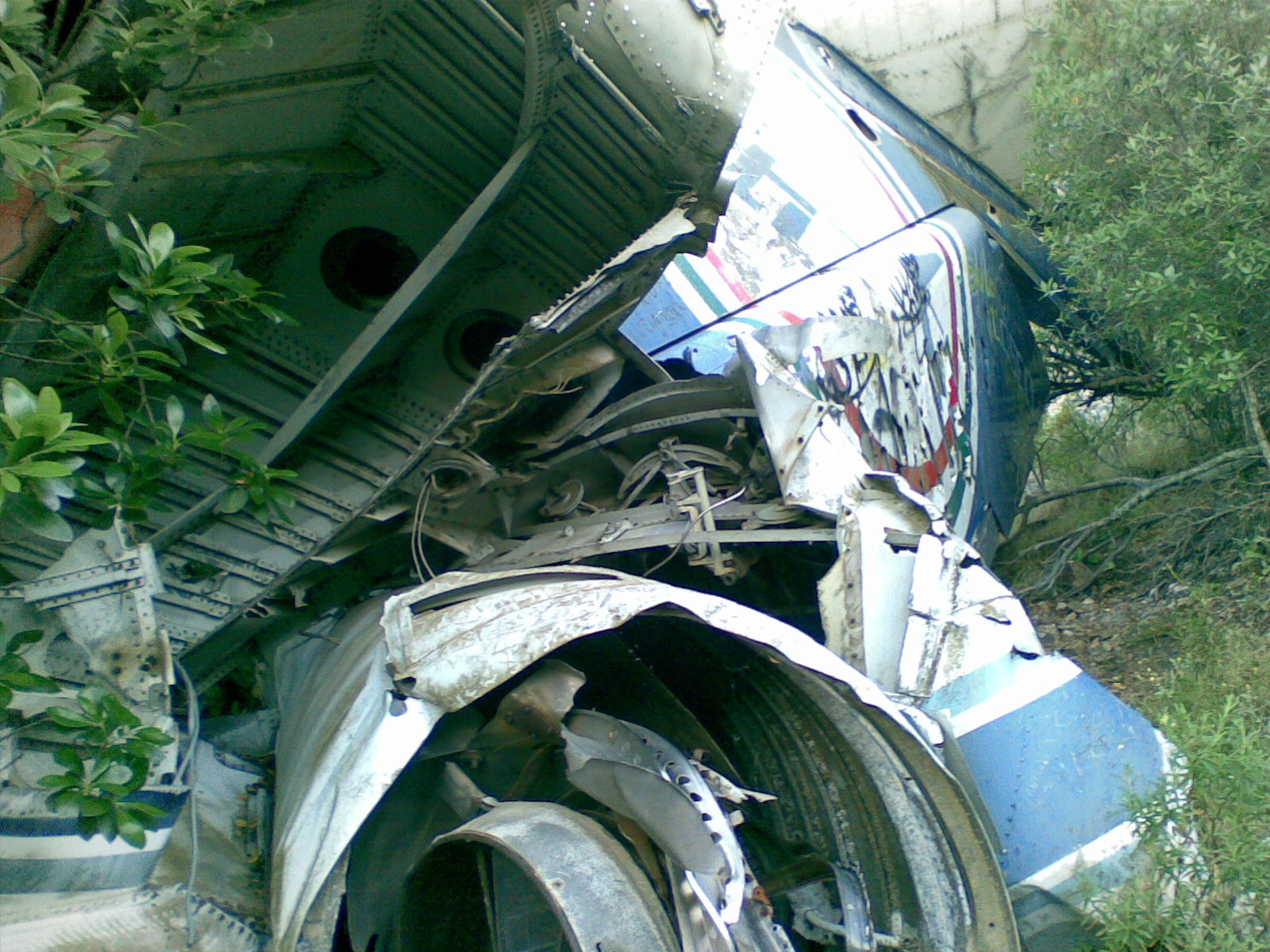
Trümmer der Maschine

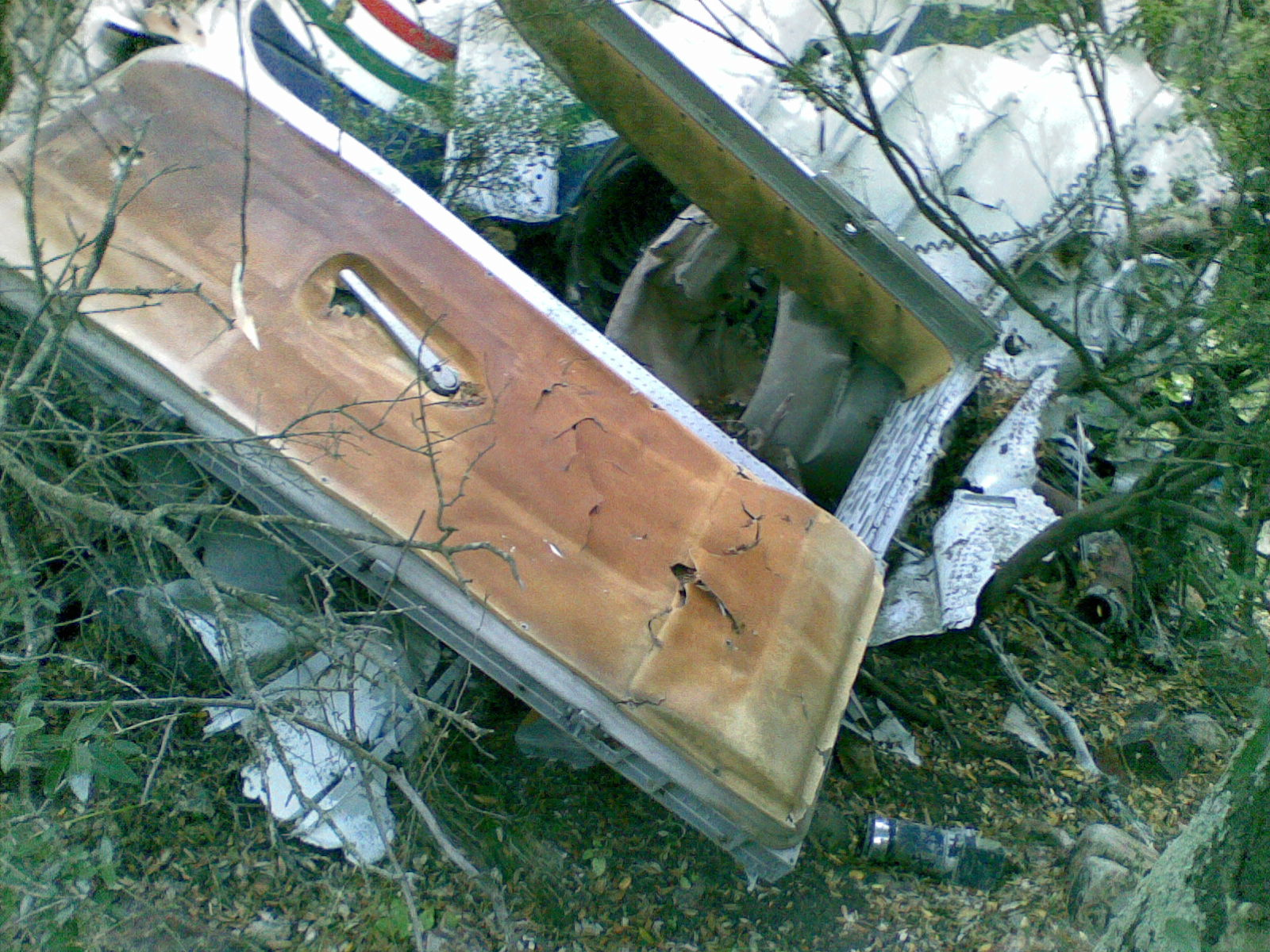
Trümmerteile der DC-9

Bei der verunglückten Maschine handelte es sich um eine 1968 gebaute (McDonnell) Douglas DC-9-32, die im Douglas-Werk in Long Beach, Kalifornien montiert wurde und deren Roll-out am 19. Januar 1962 erfolgte. Das Flugzeug trug die Werknummer 47667, es handelte sich um die 776. Douglas DC-9 aus laufender Produktion. Das Roll-Out der Maschine erfolgte am 8. Januar 1975. Die Maschine wurde am 19. Februar 1975 mit dem Luftfahrzeugkennzeichen I-ATJC an die Aero Trasporti Italiani ausgeliefert. Das zweistrahlige Schmalrumpfflugzeug war mit zwei Mantelstromtriebwerken des Typs Pratt & Whitney JT8D-9 ausgestattet. Bis zum Zeitpunkt des Unfalls hatte die Maschine eine Gesamtbetriebsleistung von 10.000 Betriebsstunden absolviert.

## Passagiere und Besatzung
Den Kurzstreckenflug von Alghero nach Cagliari hatten 27 Passagiere angetreten. Die vierköpfige Besatzung setzte sich zusammen aus dem Flugkapitän Salvatore Pennacchio, dem Ersten Offizier Alberto Mercurelli, dem Flugingenieur Felice Guadagno und dem Flugbegleiter Rolando Fiasca.

## Unfallhergang
Die Maschine startete um 00:10 Uhr Ortszeit in Alghero zu einem Kurzstreckenflug nach Cagliari. Während des Anfluges auf Cagliari kontaktierte der Erste Offizier um 0:23 Uhr die Flugsicherung in Cagliari und erhielt die Auskunft, dass die für die Landung vorgesehene Landebahn 14 zwar in Betrieb war, dass jedoch südöstlich und südwestlich des Flughafens Gewitteraktivität ohne Niederschlag herrschte. Der Lotse gab an, dass der Wind aus 190 Grad mit einer Geschwindigkeit von acht Knoten wehte und dass die Sichtweite sieben Kilometer betrug. Nachdem die Piloten um 00:26 Uhr die Flugsicherung in Cagliari kontaktiert hatten, erhielten sie die Anweisung, auf eine Flughöhe von 6.000 Fuß zu sinken. Da sich entlang der Flugstrecke immer mehr Cumulonimbuswolken bildeten, teilte der Erste Offizier per Funk die Absicht mit, eine Platzrunde zu fliegen, um weiter an Höhe zu verlieren und so der Gewitterwolkenfront auszuweichen. Der Fluglotse genehmigte das Manöver, woraufhin der Erste Offizier gegenüber der Flugsicherung die Absicht mitteilte, von 7.500 auf 3.000 Fuß zu sinken. Der Fluglotse fragte die Piloten, ob sie Sichtkontakt zum Boden hätten, was aber nicht der Fall war. Die Freigabe zum Sinkflug wurde daraufhin auf 6.000 Fuß geändert.
Um 00:30 Uhr meldeten die Piloten, dass sie Sichtkontakt zum Boden hatten und dass sie im Begriff waren, aus einer Flughöhe von 6.000 Fuß auf 3.000 Fuß zu sinken. Der Lotse bestätigte dies und teilte mit, dass es zwischenzeitlich am Flughafen zu regnen begonnen habe. Das Flugzeug vollendete jedoch nicht die geplante Platzrunde und befand sich somit auf einem anderen als dem ursprünglich geplanten Kurs. Nach Erreichen der Flughöhe von 3.000 Fuß erhielten die Piloten die Freigabe für den Anflug. Der Erste Offizier bestätigte den Erhalt des Funkspruches.
Um 00:34 Uhr bat der Erste Offizier den Fluglotsen zu bestätigen, dass das ILS-System außer Betrieb sei, was auch der Fall war. In dieser Phase des Fluges war sich die Besatzung ihrer Position nicht mehr bewusst. Der Kapitän glaubte, sich über dem Meer zu befinden, weiter südlich als die tatsächliche Position des Flugzeugs, während der Erste Offizier zu Recht glaubte, die Maschine befände sich über dem bergigen Gelände Südsardiniens.
In den letzten anderthalb Minuten des Fluges bat der Kapitän den Ersten Offizier, das Fahrwerk auszufahren, und setzte den Sinkflug fort. In einer Höhe von 610 m (2000 Fuß) und 18 km südwestlich des Flughafens schlug die DC-9 mit dem unteren Teil des Rumpfes auf den felsigen Berghang von Conca d'Oru auf, woraufhin das Flugzeug auseinanderbrach. Ein Feuer brach aus. Alle Insassen der Maschine kamen ums Leben.

## Ursache
Der Unfall war die Folge eines kontrollierten Fluges ins Gelände, der durch eine falsche Anflugkonfiguration seitens der fliegenden Besatzung und eine Fehlinterpretation von Anweisungen der Flugsicherung verursacht wurde.